# Mississippi State
Mississippi State es un lugar designado por el censo ubicado en el condado de Oktibbeha en el estado estadounidense de Misisipi. En el año 2010 tenía una población de 4,005 habitantes.

## Geografía
Mississippi State se encuentra ubicado en las coordenadas 33°26′56.62″N 88°47′32.66″O / 33.4490611, -88.7924056.